# Казахстанско-оманские отношения
Казахстанско-оманские отношения — двусторонние дипломатические отношения между Республикой Казахстан и Султанатом Оман. Отношения были установлены 27 апреля 1992 года.

## История
Казахстан и Оман установили дипломатические отношения 27 апреля 1992 года. Посольство Омана работает в Казахстане с августа 2006 года, а посольство Казахстана в Омане с октября 2010 года.
В сентябре 1997 года президент Нурсултан Назарбаев посетил Оман. В марте 2008 года Назарбаев совершил свой второй визит в Оман.
Послом Казахстана в Омане на май 2025 года является Нажмедин Мухаметали, а Омана в Казахстане Мохамад Аль-Бахрани.

## Товарооборот
В 2023 году товарооборот между странами составил порядка 10 млн долларов.